# New Year's Eve
New Year's Eve är en amerikansk romantisk komedifilm från 2011 i regi av Garry Marshall. Filmen har en stjärnspäckad rollbesättning, bestående av Halle Berry, Jessica Biel, Jon Bon Jovi, Abigail Breslin, Ludacris, Robert De Niro, Josh Duhamel, Zac Efron, Héctor Elizondo, Katherine Heigl, Ashton Kutcher, Seth Meyers, Lea Michele, Sarah Jessica Parker, Michelle Pfeiffer, Jake T. Austin, Til Schweiger, Hilary Swank, Sofía Vergara, Carla Gugino och Alyssa Milano.

## Handling
Filmen följer ett antal människor under en nyårsafton i New York. De firar alla på olika sätt, men flera av dem är med om livsförändrande händelser eller tar beslut som förändrar deras framtid. Många möter nya människor, andra ser människor de känt sedan tidigare med nya ögon. Allt är möjligt på nyårsafton. 

## Rollista i urval
- Jake T. Austin - Seth Anderson
- James Belushi - vicevärd
- Halle Berry - syster Aimee
- Jessica Biel - Tess Byrne
- Michael Bloomberg - sig själv
- Jon Bon Jovi - Daniel Jensen
- Abigail Breslin - Hailey Doyle
- Ludacris - Brendan
- Robert De Niro - Stan Harris
- Josh Duhamel - Sam Ahern, Jr.
- Zac Efron - Paul
- Héctor Elizondo - Lester Kominsky
- Carla Gugino - doktor Morriset
- Katherine Heigl - Laura
- Ashton Kutcher - Randy
- John Lithgow - Jonathan Cox
- Katherine McNamara - Lily Bowman
- Seth Meyers - Griffin Byrne
- Lea Michele - Elise
- Alyssa Milano - syster Mindy
- Sarah Jessica Parker - Kim Doyle
- Russell Peters - Sunil
- Michelle Pfeiffer - Ingrid Withers
- Sarah Paulson - Grace Schwab
- Ryan Seacrest - sig själv
- Til Schweiger - James Schwab
- Hilary Swank - Claire Morgan
- Sofía Vergara - Ava
- Nat Wolff - Walter
- Cary Elwes - Stans läkare
- Joey McIntyre - brudgummen Rory
- Yeardley Smith - Maude
- Matthew Broderick - Mr. Buellerton

## Mottagande
Filmen har genomgående fått dålig kritik; på recensionssajten Rotten Tomatoes är bara 7% av recensionerna positiva. Dagens Nyheters recensent Erik Helmerson gav filmen en 1:a och skrev:
| ” | Tänk dig ”Love actually” utan britter, talang och humor. Och ersätt kärleken med socker så att det som kvarstår bara är ett tomt ”Actually”. Då har du ”New year’s eve”. En mer förödande USA-export än drönare. En film som inte borde ha åldersgräns utan hälso- krav: Tillträde förbjudet för diabetiker. | „ |

Filmen blev nominerad till fem Razzies: Sämsta kvinnliga skådespelare (Sarah Jessica Parker, även för hennes roll i I Don't Know How She Does It), Sämsta regissör (Garry Marshall), Sämsta ensemble, Sämsta film och Sämsta manus (Katherine Fugate).